# Chris Sainty
Chris Sainty é um diplomata de carreira e funcionário público inglês. Foi embaixador britânico em Portugal entre 2018 e 2024. Durante o confinamento da pandemia de COVID-19 postou vídeos seus a tocar ao piano "E Depois do Adeus" e "Grândola Vila Morena" tendo recebido boa receção.
A 4 de janeiro de 2024, foi agraciado com o grau de Grã-Cruz da Ordem do Mérito, de Portugal.